# راخامیم تالبی
راخامیم تالبی (به انگلیسی: Rachamim Talbi) مهاجم اهل اسرائیل است که از سال ۱۹۶۵ تا ۱۹۷۳ میلادی عضو تیم ملی فوتبال اسرائیل بوده و در ۴۵ بازی ملی حضور داشته است. راخامیم تالبی توانسته در بازی‌های ملی، ۱۰ گل به ثمر برساند.